# Okno (obwód tarnopolski)
Okno (ukr. Вікно, Wikno) – wieś na Ukrainie w rejonie czortkowskim obwodu tarnopolskiego. W II Rzeczypospolitej w powiecie skałackim województwa tarnopolskiego. 
W 1939 r. wieś liczyła ok. 2400 mieszkańców, z których 45% stanowili Polacy. W 1944 nacjonaliści ukraińscy z OUN-UPA zamordowali tutaj 21 Polaków i 1 Ukraińca.

## Zabytki
- murowany dwór wybudowany na początku XIX wieku, w stylu późnoklasycystycznym. Kolejnym właścicielem obiektu był Władysław Fedorowicz[3], a następnie do 1939 r. był w posiadaniu  hr. Aleksandra Zaleskiego z Ostapia, syna Wacława Zaleskiego[4].

Do 2020 w rejonie husiatyńskim.

## Urodzeni w Oknie
- Wasyl Mudry (1893–1966) – ukraiński dziennikarz, działacz społeczny i polityczny, poseł na Sejm IV i V kadencji w II RP, wicemarszałek Sejmu.
- Bronisław Jarosz (1924-1977) – polski oficer, lekarz